# 巴斯 (喬治亞州)
巴斯（英語：Bath）是位於美國喬治亞州里奇蒙縣的一個非建制地區。該地的面積和人口皆未知。

## 地理
巴斯的座標為33°20′20″N 82°10′25″W / 33.33889°N 82.17361°W，而該地的平均海拔高度為119米（即390英尺）。